# 電移位切試驗
電移位切試驗（英语：Electrophoretic mobility shift assay）是一種分子生物學試驗，用来檢測蛋白質有没有和核酸發生親和作用。試驗將没有放入核酸的蛋白質和放入核酸的蛋白質作比較，經過凝膠電泳，體積比較大的分子會移動得比較近，而體積比較小的分子會移動得比較遠。通過觀察分子在凝膠中移動形成的條紋，可以知道蛋白質有没有和核酸發生親和作用。